# Dollis Hill (stanice metra v Londýně)
Dollis Hill je stanice metra v Londýně, otevřená 1. října 1909. V minulosti se linka nacházela na Metropolitan Line a Bakerloo Line. Dnes se nachází na lince:
- Jubilee Line (mezi stanicemi Neasden a Willesden Green)

| Rok  | Počet cestujících |
| ---- | ----------------- |
| 2011 | 3,08 mil          |
| 2012 | 3,18 mil          |
| 2013 | 3,23 mil          |
| 2014 | 3,08 mil          |